# José Francisco de Mesquita
José Francisco de Mesquita, primeiro barão, visconde com grandeza, conde e marquês do Bonfim (Congonhas, 11 de janeiro de 1790 — Rio de Janeiro, 11 de dezembro de 1873), foi um dos mais importantes nobres do seu tempo, tendo sido comerciante e banqueiro. Foi grande benemérito de causas sociais. Morou na Tijuca, Rio de Janeiro.

## Biografia
Filho de Francisco José de Mesquita e de Joana Francisca do Sacramento, casou-se com Francisca de Paula Freire de Andrade, filha do tenente-coronel Francisco de Paula Freire de Andrade, que era filho natural de José Antônio Freire de Andrade, 2.° conde de Bobadela. Sua esposa era irmã do barão de Itabira e prima-irmã do marquês de Queluz. Com sua esposa, o marquês do Bonfim teve um filho que faleceu ainda criança em Ouro Preto. Teve alguns filhos naturais, entre os quais se destacam Jerônima Elisa de Mesquita, casada com o barão de Itacuruçá, e Jerônimo José de Mesquita, conde de Mesquita. Avô dos segundos barões de Mesquita, Jerônimo Roberto de Mesquita, e do Bonfim, José Jerônimo de Mesquita.
Recebeu o título de barão por decreto imperial em 18 de junho de 1841, o de visconde por decreto de 2 de dezembro de 1854, o de conde por decreto de 19 de dezembro de 1866 e o de marquês por decreto de 17 de julho de 1872. Era comendador da Imperial Ordem de Cristo e da Imperial Ordem do Cruzeiro, dignitário da Imperial Ordem da Rosa e cavaleiro da Legião de Honra.